# Deh-e Mahdī
Deh-e Mahdī (persiska: ده مهدی, دِهِ مِهدی, دِه مِهدی) är en ort i Iran.   Den ligger i provinsen Markazi, i den centrala delen av landet, 290 km sydväst om huvudstaden Teheran. Deh-e Mahdī ligger 2 094 meter över havet och antalet invånare är 199.
Terrängen runt Deh-e Mahdī är huvudsakligen kuperad, men åt nordväst är den platt. Deh-e Mahdī ligger nere i en dal. Runt Deh-e Mahdī är det ganska tätbefolkat, med 58 invånare per kvadratkilometer. Närmaste större samhälle är Hendūdūr, 5,7 km sydost om Deh-e Mahdī. Trakten runt Deh-e Mahdī består i huvudsak av gräsmarker.